# Boophis boppa
Boophis boppa es una especie de anfibio anuro de la familia Mantellidae.

## Distribución geográfica
Esta especie es endémica de Madagascar. Habita en el Parque Nacional Ranomafana y en Antoetra entre los 1046 y 1312 m de altitud.

## Descripción
Los machos miden de 20.3 a 24.4 mm y las hembras 32.2 mm.

## Etimología
Esta especie lleva el nombre en honor a Nicholas Jay Pritzker, apodado Boppa.

## Publicación original
- Hutter, Lambert, Cobb, Andriampenomanana & Vences, 2015 : A new species of bright-eyed treefrog (Mantellidae) from Madagascar, with comments on call evolution and patterns of syntopy in the Boophis ankaratra complex. Zootaxa, n.º 4034(3), p. 531-555.[4]